# Amphineurus kingi
Amphineurus (Amphineurus) kingi là một loài ruồi trong họ Limoniidae. Chúng phân bố ở miền Australasia.